# Air New Zealand
Air New Zealand (Codi IATA: NZ, OACI: ANZ, i Callsign: New Zealand), en maori: Araraurangi Aotearoa, és una aerolínia neozelandesa amb base a Auckland, Nova Zelanda. És l'aerolínia nacional de Nova Zelanda, enfocada a Australàsia i el Pacífic Sud, amb vols a Europa, Nord-amèrica i Àsia, i membre de Star Alliance des de 1999. La seva principal base és l'Aeroport Internacional d'Auckland.